# Л-19
Л-19  (серии XIII, Л — «Ленинец») — советский дизель-электрический подводный минный заградитель времён Второй мировой войны.

## История корабля

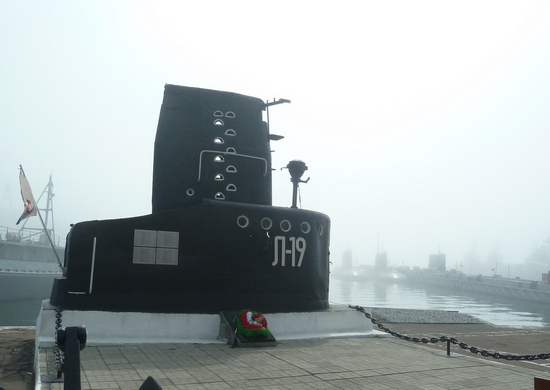
Памятник Л-19 во Владивостоке

Лодка была заложена 26 декабря 1935 года на заводе № 189. В 1936 году в виде отдельных секций перевезена на Дальний Восток, собиралась на заводе № 202 «Дальзавод». 25 мая 1938 года спущена на воду. В июне планировалось именовать лодку «Горьковец», присвоение имени не состоялось. 4 ноября 1939 года вступила в строй.
- 23 августа 1945 года торпедировала и потопила японский транспорт «Tetsugo Maru» (1 403 брт).
- 24 августа потоплена. Точная причина неизвестна, предположительно лодка погибла на донной мине или в результате налёта японской авиации. Л-19 стала последней советской подводной лодкой, погибшей во Второй мировой войне.

В 1989 году рубка Л-8 была установлена в качестве памятника Л-19 во Владивостоке, в бухте Малый Улисс, на территории 19-й бригады ПЛ ТОФ.
Попытки обнаружить лодку предпринимались в 2005-2007 годах. В прессе появлялись сообщения об обнаружении Л-19 в 20 милях к западу от мыса Крильон, в южной части Сахалина. По состоянию на 2020 год подтверждений, действительно ли найдена именно она, опубликовано не было.

## Командиры лодки
- 21 ноября 1940 — 21 апреля 1943 — В. А. Дроздов
- май 1944 — 24 августа 1945 — А. С. Кононенко